# Made in Mexico
Made in Mexico ist eine US-amerikanische Fernsehserie, die dem Genre des Reality-TV zugeordnet wird. Sie startete am 28. September 2018 beim Video-on-Demand-Anbieter Netflix.

## Konzept
Die Serie thematisiert den extravaganten und luxuriösen Lebensstil einer Gruppe von jungen und wohlhabenden Angehörigen der mexikanischen Oberschicht  in Mexiko-Stadt. Wie nicht selten bei Reality-Formaten stehen dabei zwischenmenschliche Aspekte wie Eifersüchteleien sowie Konflikte und gegenseitige Intrigen im Vordergrund. Einige der insgesamt neun teilnehmenden Persönlichkeiten werden als einflussreiche Mitglieder der mexikanischen Gesellschaft porträtiert. So etwa die in San Diego geborene Hanna Jaff.
Das Spektrum der Protagonisten reicht dabei von der toughen Ex-Modeunternehmerin, Ehefrau und Mutter Kitzia Mitre, über ihren unter Alkohol- und Selbstfindungsproblemen leidenden Schwager Roby Checa, die elegante Neumexikanerin Liz Woodburn, bis hin zur TV-Moderatorin Shanik Aspe und zum Fotomodel Columba Díaz. Ein Teil des Casts kannte sich offensichtlich schon vor der Serie und scheint einer Art mexikanischen Jeunesse dorée zu entstammen, andere, wie Hanna Jaff sind soziale Aufsteiger, die den Zugang zu genau dieser Gesellschaftsschicht suchen.

## Produktion
Made in Mexico wird vielfach als die erste exklusiv für Netflix produzierte mexikanische Reality-Serie bezeichnet. Als Produzenten fungieren Richard McKerrow, Kevin Bartel sowie Brandon Panaligan und als Produktionsfirma Love Productions USA.

## Episodenliste
| Staffel | Episode | Deutscher Titel                   | Originaltitel                |
| ------- | ------- | --------------------------------- | ---------------------------- |
| 1       | 1       | Ein Bulle bei der Taufe           | „A Bull at the Baptism“      |
| 1       | 2       | Weltfrieden                       | „Paz Mundial“                |
| 1       | 3       | Tag der Toten                     | „Día de los Muertos“         |
| 1       | 4       | Was hinter der Kamera passiert... | „What Happens Off Camera...“ |
| 1       | 5       | Liebes Tagebuch                   | „Dear Diary“                 |
| 1       | 6       | Respekt                           | „Respect“                    |
| 1       | 7       | Ahora o Nunca                     | „Ahora o Nunca“              |
| 1       | 8       | Amor Mexicano                     | „Amor Mexicano“              |

## Kritiken
Im englischsprachigen Raum erhält Made in Mexico ganz überwiegend negative Kritiken. Auf Twitter kam es bereits vor der offiziellen Premiere Serie zu emotionsgeladenen Diskussionen und ablehnenden Reaktionen von Nutzern. In diesen wurde etwa die ausschließliche Konzentration auf reiche Menschen kritisiert und vor dem Hintergrund der hohen Armutsquote in Mexiko in Frage gestellt. Nutzer bezeichneten die Serie unter anderem als "trash" (Müll), "filth" (Dreck), "pathetic" (erbärmlich) und "classist" (klassistisch). Der Journalist Mike Hale kritisierte Made in Mexiko in einer Rezension in der New York Times auf eher ironische Art und Weise. So äußerte Hale unter Bezugnahme auf die US-amerikanische Machart der Produktion sowie Donald Trump und dessen Einwanderungspolitik, es sei nun an der mexikanischen Bevölkerung "Build that Wall!" (Baut diese Mauer!) zu rufen.